# Lars Söderdahl
Lars Rune Söderdahl (* 26. Juli 1964 in Tyresö, Stockholms län) ist ein ehemaliger schwedischer Schauspieler.

## Karriere
1974 erhielt er die Hauptrolle Lillebror in dem Kinderfilm Karlsson auf dem Dach, der auf Astrid Lindgrens Buch Karlsson vom Dach basiert. Im Jahr 1977 folgte zunächst eine Hauptrolle in der sechsteiligen Fernsehserie Himmel och pannkaka. Im selben Jahr spielte er die Rolle Karl „Krümel“ Löwenherz in der gleichnamigen Verfilmung des Astrid-Lindgren-Romans Die Brüder Löwenherz.
1990 zog sich Söderdahl aus dem Film- und Fernsehgeschäft zurück, um Missionar in Südamerika zu werden. Danach war er für kurze Zeit Mitglied der Gemeinde Livets Ord (deutsch: Wort des Lebens). Seit 2005 wohnt er in Malmö und arbeitet als Postbeamter bei PostNord Sverige.

## Filmografie
- 1974: Karlsson auf dem Dach
- 1977: Himmel och pannkaka
- 1977: Die Brüder Löwenherz